# Wojciech Rubinowicz
Wojciech Rubinowicz (22 février 1889 à Sadagóra, Bucovine – 13 octobre 1974 à Varsovie, Pologne) est un physicien théoricien polonais qui a contribué à la mécanique quantique, la physique mathématique et la théorie du rayonnement électromagnétique. Il est connu pour la représentation dite Maggie-Rubinowicz de la formule de diffraction de Gustav Kirchhoff.

## Honneurs
- Docteur honoris causa de l'université Humboldt de Berlin (1960)
- Docteur honoris causa de l'université Jagellonne de Cracovie en 1964[2]
- Membre de l'Académie polonaise des arts et sciences
- Membre de l'Académie polonaise des sciences

## Livres
- Adalbert Rubinowicz, Die Beugungswelle in der Kirchhoffschen Theorie der Beugung, 1957, 1966
- Adalbert Rubinowicz,  Quantum Mechanics, 1968
- Adalbert Rubinowicz, Sommerfeldsche Polynommethode: Die Grundlehren der mathematischen Wissenschaften in Einzeldarstellungen mit besonderer Berücksichtigung der Anwendungsgebiete, Polnischer Verl. d. Wissenschaften, 1972
- Adalbert Rubinowicz, Selected Papers, Varsovie, Polish Scientific Publishers PWN, 1975